# Trahison à Budapest

Trahison à Budapest (Guilty of Treason) est un film américain en noir et blanc réalisé par Felix E. Feist, sorti en 1950. Le scénario est basé sur la vie tumultueuse du Cardinal Mindszenty.

## Synopsis
Rentrant de Budapest, un journaliste fait le compte rendu du procès pour trahison de József Mindszenty ainsi que de Stephanie Varna, une jeune enseignante qui a décider de prendre une position morale contre le communisme malgré son amour pour un officier russe.

## Fiche technique
- Titre : Trahison à Budapest
- Titre original : Guilty of Treason
- Réalisation : Felix E. Feist
- Scénario : Emmet Lavery
- Photographie : John L. Russell
- Lieu de tournage : Universal Studios
- Musique : Emil Newman et Hugo Friedhofer
  - Orchestrations : Marlin Skiles
- Montage : Walter A. Thompson
- Durée : 86 min
- Dates de sortie: 
  - États-Unis : 20
  - Belgique : 28 septembre 1951
  - France : 3 décembre 1952

## Distribution
- Charles Bickford : Joszef Cardinal Mindszenty
- Bonita Granville : Stephanie Varna
- Paul Kelly : Tom Kelly
- Richard Derr : colonel Aleksandr Melnikov
- Roland Winters : commissaire Belov
- Berry Kroeger : colonel Timar
- John Banner : docteur Szandor Deste
- Alfred Linder : Janos
- Thomas Browne Henry : colonel Gabriel Peter
- Nestor Paiva : Matyas Rakosi
- Morgan Farley : docteur
- Lisa Howard
- Elisabeth Risdon